# Piața Dr. I. C. Brătianu
Die Piața Dr. I. C. Brătianu ist ein Platz im I. Bezirk Cetate (deutsch Innere Stadt) der westrumänischen Stadt Timișoara (deutsch Temeswar). Namensgeber ist der ehemalige rumänische Ministerpräsident Ion C. Brătianu.

## Beschreibung
Die Strada Hector, Strada Popa Șapcă und der Bulevardul Take Ionescu münden hier in einen Kreisverkehr, der einen die Himmelsrichtungen anzeigenden Springbrunnen (rumänisch Fântână cu Punctele Cardinale) in der Mitte des Platzes umrundet. 
Im Norden und Osten wird der Platz von Wohn- und Geschäftshäusern gesäumt, ein markanter Punkt hier ist das auf quadratischer Fläche als kleiner Turm gestaltete, moderne Gebäude der Altas Telecom. 
Am südlichen Ende des Platzes befinden sich die Überreste der Maria-Theresia-Bastion, einem Teil der historischen Festungsanlage. Hier befinden sich auch das Ethnografische Museum sowie einige Ladenlokale, Gaststätten und ein Casino. 
Am südwestlichen Zipfel des Platzes erstreckt sich der Dikasterialpalast über einen gesamten Baublock. Der Palast ist das größte öffentliche Gebäude der Stadt und der Sitz des Gerichtshofes für den Kreis Timiș und einiger anderer juristischer Verwaltungsstellen, sowie von Finanz- and Anwaltskanzleien. An ihm vorbei führt der Weg über die Piața Țepeș Voda zur Piața Unirii.
Im Westen des Platzes besteht eine schmale Baumgruppe, der Parcul UPC, so benannt nach dem Telekommunikationsanbieter UPC. In der Häuserzeile hinter der Baumgruppe liegen an der Strada George Coșbuc unter anderem das Haus mit der eisernen Achse (rumänisch Casa cu Ax de Fier) und die Lutherkirche (rumänisch Biserica Evanghelică Lutherană).

## Galerie

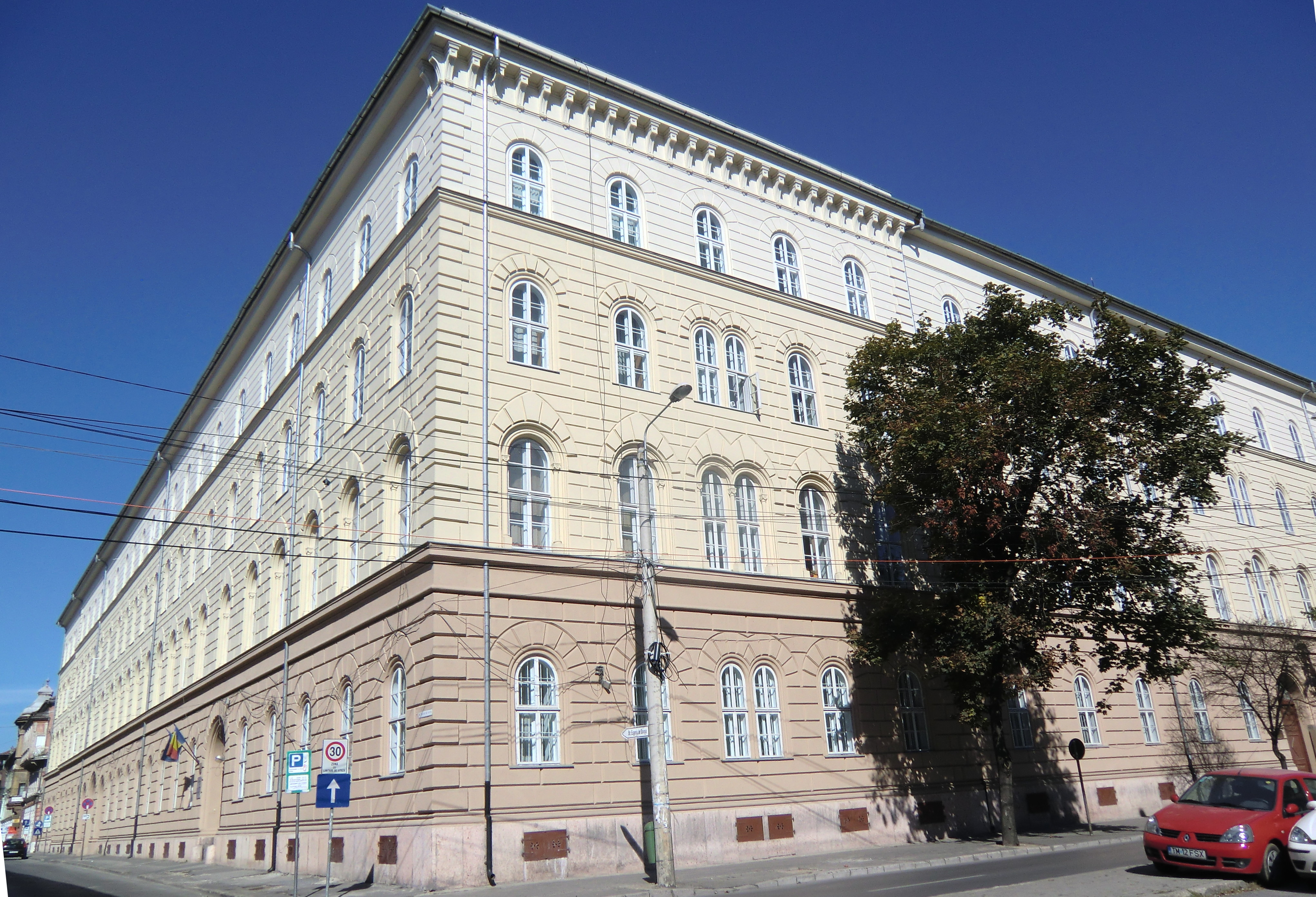
Der Dikasterialpalast, 2010
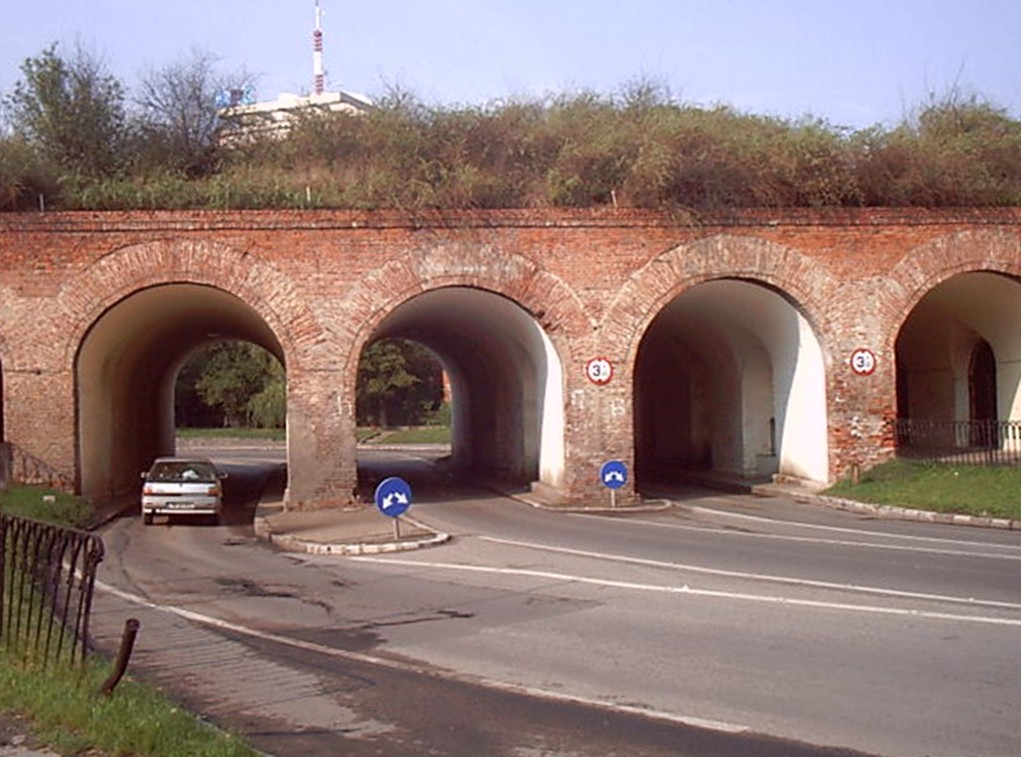
Maria-Theresia-Bastion, 2006
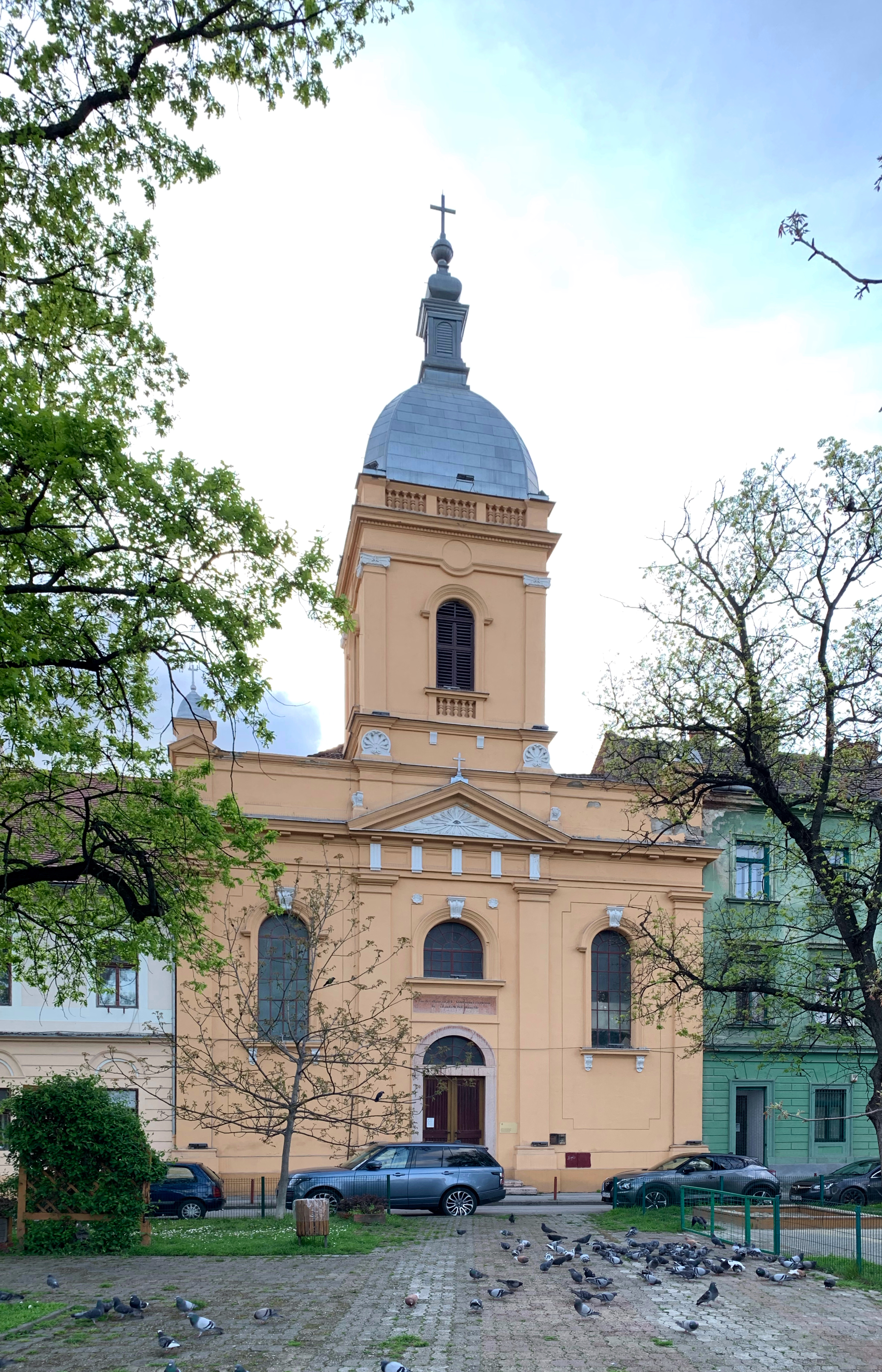
Lutherkirche an der Piața Dr. I. C. Brătianu, 2023
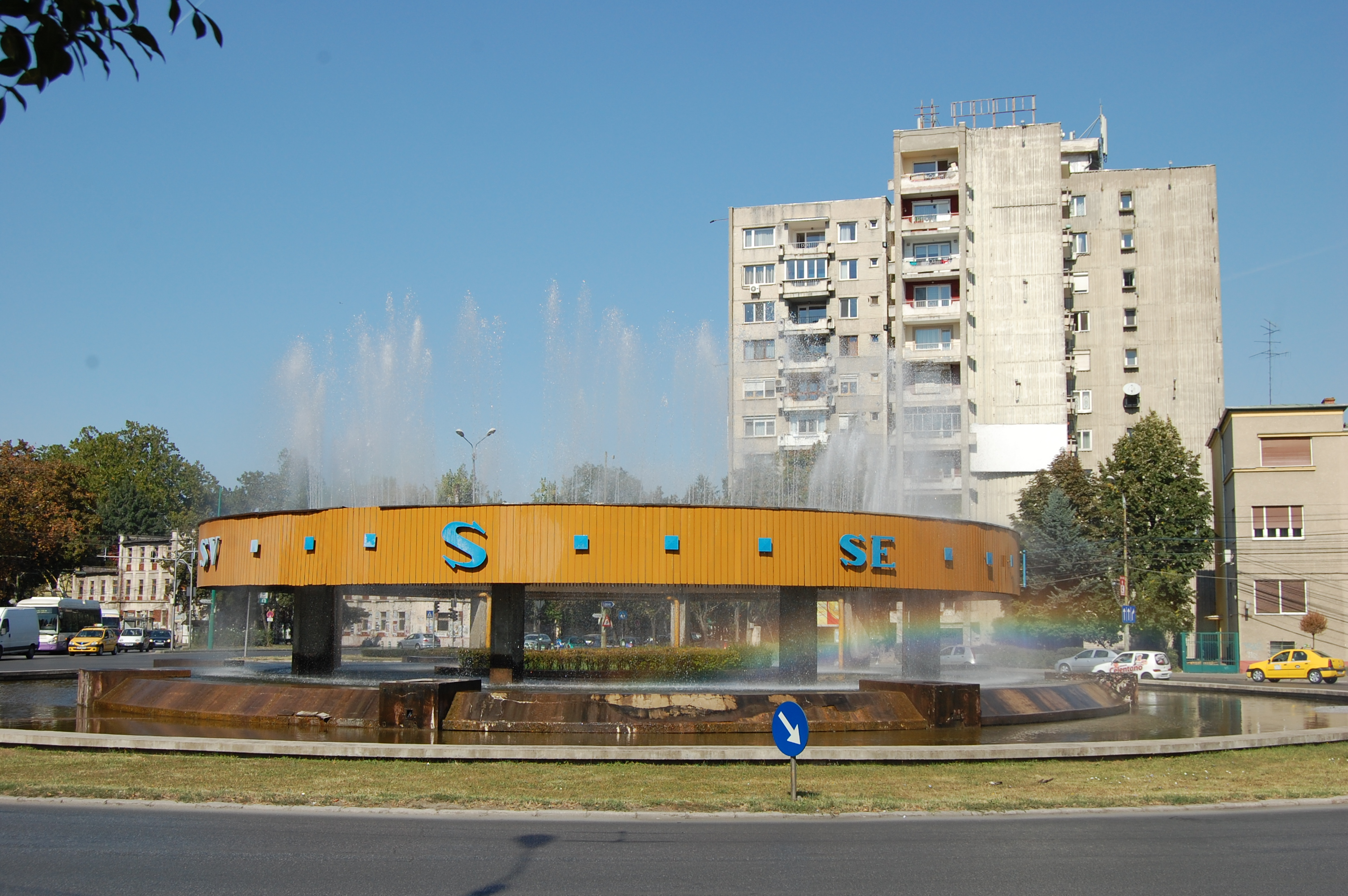
Fântână cu Punctele Cardinale, 2011